# Carol Robert de Anjou

Blazonul lui Carol Robert de Anjou, rezultat din combinarea motivelor blazoanelor Franței și Ungariei.

Carol Robert de Anjou (n. 1288, Napoli, Regatul Neapolelui – d. 16 iulie 1342, Visegrád, Pesta, Ungaria) a fost fiul lui Carol Martel de Anjou (rege titular al Ungariei, după stingerea dinastiei arpadiene) și al Clementiei de Habsburg. În anul 1308 a devenit rege efectiv al Ungariei sub numele de Carol I. A dezvoltat economia țării, prin impulsionarea mineritului. În contextul tulburărilor feudale a mutat capitala Regatului Ungariei la Timișoara (1316-1323), unde a murit prima lui soție, Maria de Bytom⁠(en)[traduceți], înmormântată probabil în Biserica Franciscană din Timișoara.  

## Cariera politică
Tatăl său, Carol Martel de Anjou, fiul Mariei de Ungaria (din dinastia arpadiană), a fost desemnat de papa Nicolae al IV-lea ca rege al Ungariei. Carol Martel de Anjou nu a ajuns niciodată la conducerea efectivă a Ungariei. Spre sfârșitul domniei lui Andrei al III-lea al Ungariei, ultimul descendent masculin al dinastiei arpadiene, Carol Robert a debarcat la Split și a ocupat Zagrebul cu susținerea croaților. În anul 1301, după moartea lui Andrei al III-lea, a fost încoronat de arhiepiscopul de Esztergom și susținut masiv de către papa Bonifaciu al VIII-lea. Carol Robert s-a impus ulterior împotriva pretendenților Wenzel (Venceslau) al III-lea și Otto de Bavaria, care erau favorizați de magnați, care se deciseră inițial pentru Wenzel al III-lea din Boemia. Papa Bonifaciu al VIII-lea a invitat în 1302 ambii pretendenți și, în urma unui proces formal, a acordat tronul Ungariei casei de Anjou. 
După recunoașterea generală a drepturilor sale, el a mai fost încoronat de două ori (1309, 1310) din cauza unor erori de formă. El a început lupta împotriva oligarhilor locali, care se făcuseră independenți sub formă de cnezate, l-a învins pe Amadeus Aba (1312 la Rozgony), Iacob Borsa (1316, Debrecen) și în trei campanii pe Güssinger (1316, 1319,1326), fiind însă învins la Posada în 1330 de domnul Valahiei. Moartea lui Matei Csák al III-lea (1321) a dus la domnia deplină a lui Carol Robert asupra întregii țări. În 1323 și-a mutat scaunul de la Timișoara la Visegrád.

## Reforme politice și economice
În data de 19 august 1316 a scos Clujul din posesiunea Episcopiei Catolice de Alba Iulia și i-a acordat statutul de oraș (civitas). Între 1323-1338 a întreprins o reformă monetară în Regatul Ungariei, ocazie cu care au fost deschise monetării la Cluj, Sibiu, Satu Mare, Oradea și Lipova.
El a centralizat la Visegrád scaunele judecătorilor Curiei, a introdus reforme ale Cancelariei regale si a Justiției, parțial în conformitate cu modelele napolitane (inquisitio communis [mărturia martorilor] și congregatio generalis [sub președinția Palatinei pentru instanța judecătorească]. 
Explorarea planificată a depozitelor de aur și a reformelor financiare au condus la editarea monedei ungare de aur (florenus aureus), cea mai stabilă monedă a Evului Mediu european.

## Relațiile cu Valahia
La 26 iulie 1324 voievodul Basarab I al Țării Românești a recunoscut suzeranitatea regelui Carol Robert, care l-a numit „voievod al Transalpinei noastre” ("Vaivoda Transalpina nostram", Terra Transalpina fiind numele Munteniei până la Olt în documentele vremii) și i-a acordat ca marcă Banatul de Severin. Astfel Țara Românească se compunea până la Basarab I, din voivodatul "Terra Transalpina" și Banatul Severinului(Zeurin, în documentele vremii). 
Pretenția ereditară asupra vasalității Banatului de Severin a dus atunci la conflictul cu coroana Ungară. 
În anul 1330 regele Carol Robert nu a mai prelungit vasalitatea asupra Banatului de Severin, ceea ce a dus la un conflict cu Basarab. În luna septembrie 1330 regele Carol Robert l-a instalat ca ban de Severin pe Dionisie Szechy și a refuzat propunerea de pace a lui Basarab, care i-a oferit 7.000 de mărci de argint. În octombrie-noiembrie 1330 oastea regală ungară a străbătut Oltenia, până la Cetatea Argeșului.
Armata lui Carol Robert de Anjou, deși acesta fusese avertizat de însuși Basarab de existența unor pericole necunoscute, a fost surprinsă într-o ambuscadă la Posada, în 9 noiembrie 1330. După o bătălie care a durat până în 12 noiembrie 1330, oastea lui Basarab I, formată din valahi și pecenegi, a repurtat o mare victorie asupra armatei regale a lui Carol Robert. Acesta a scăpat cu viață, îmbrăcându-se în hainele unuia din fidelii săi.
Această înfrângere a armatei maghiare și totodată o mare victorie a armatei valahe conduse de Basarab, consfințește actul de naștere a unei țări noi, puternice și independentă, Țara Românească. Totodată strategul acestei victorii a intrat în istorie sub numele de Basarab I Întemeitorul.

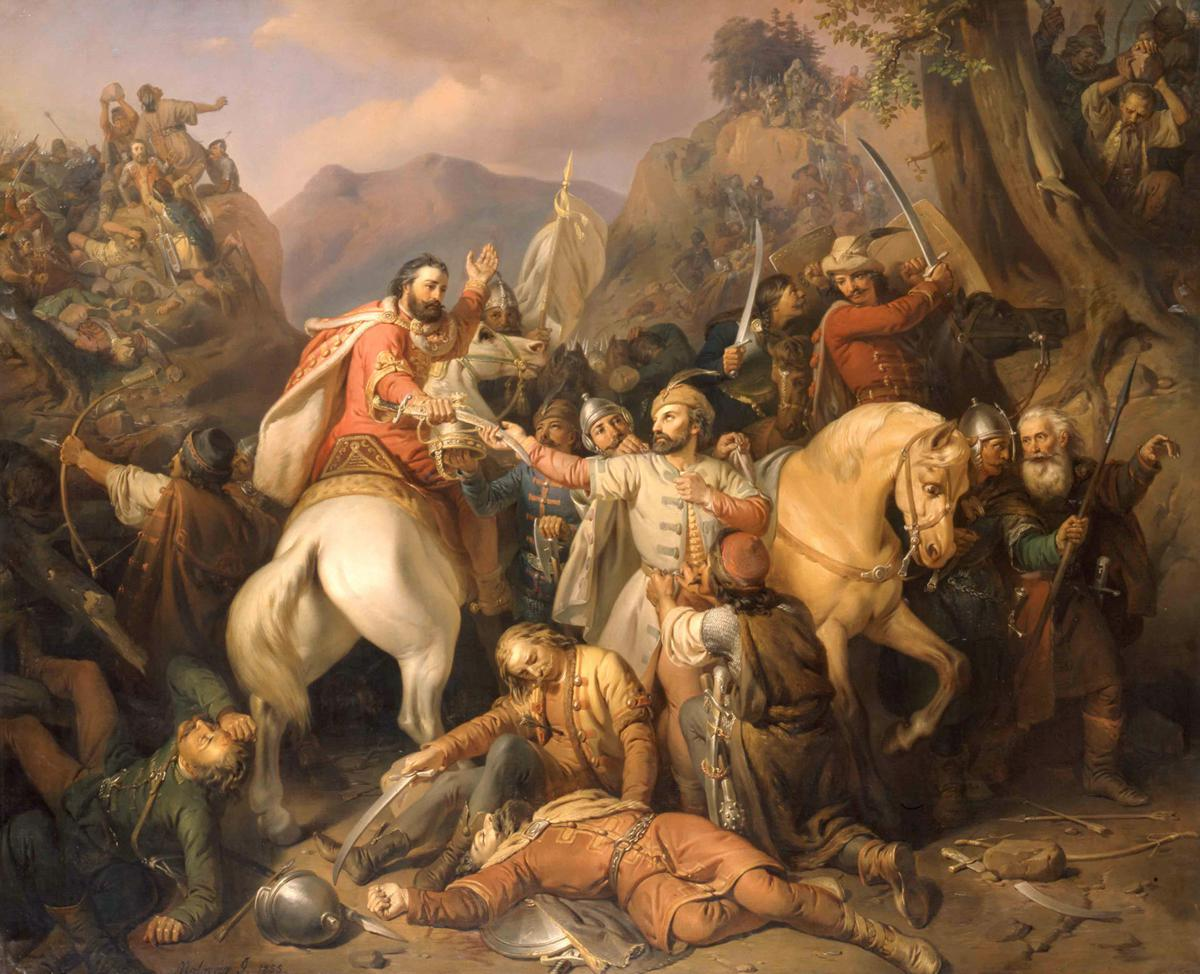
Fuga lui Carol Robert de la Posada